# Alain Gaspoz
Alain Gaspoz est un footballeur professionnel bi-national, suisse et béninois né le 16 mai 1970. Il mesure 172 cm pour 68 kg. Il peut jouer aussi bien en tant que défenseur que de milieu de terrain. Bi-national, il joue avec la sélection nationale du Bénin.

## Biographie
Alain Gaspoz est originaire du Bénin, par sa mère et de Suisse par son père. Il grandit dans le canton de Fribourg mais il est originaire de St-Martin dans le Val d'Hérens (Valais).
Alain Gaspoz explose aux yeux du football professionnel à l'âge de 22 ans sous les couleurs du FC Saint-Gall. Il réalise une saison extraordinaire en 1996/1997, participant au doublé du FC Sion et inscrivant un but en finale de coupe de Suisse contre Lucerne, ainsi que lors de la saison 2000/2001 en étant vice-champion Suisse avec le FC Lugano.
Après avoir connu plusieurs clubs il revient en Valais en 2004 et participe en tant que capitaine à la remontée du club dans l'élite et à la conquête de la 10e Coupe de suisse en 2006.
Alain Gaspoz porte à partir de 2003 le maillot de l'équipe béninoise, il participe même à la coupe d'Afrique des nations en Tunisie (2004) et au Ghana (2008) sous les couleurs béninoise avec les écureuils du Benin. Il est d'ailleurs, à 37 ans, le joueur le plus âgé de la CAN 2008.
Devenu entraîneur diplômé UEFA, en 2009, après un an et demi passé au FC Bagnes, il prend la sélection U-20 du Bénin ainsi que l'équipe professionnelle du Port Autonome de Cotonou, ASPAC FC, avec qui il obtient le titre de champion en 2010.

## Clubs successifs
- 1989-1992 :  FC Fribourg
- 1992-1994 :  FC Saint-Gall
- 1994-1995 :  FC Winterthur
- 1995-1998 :  FC Sion
- 1998-2000 :  AC Lugano
- 1999-2000 :  FC Zurich
- 2000-2002 :  AC Lugano
- 2002-2003 :  Servette FC
- 2003-2004 :  FC Aarau
- 2004-2007 :  FC Sion
- 2007-2009 :  FC Bagnes
- 2012-2013 :  FC Nalinnes[1]
- 2019-     :  US Thy-le-Château

## Palmarès
- Vainqueur de la Coupe de Suisse en 1996, 1997 et 2006 avec le FC Sion
- Champion de Suisse en 1997 avec le FC Sion